# Soy mi destino
Soy mi destino es el primer álbum en estudio de la cantante venezolana Mayré Martínez, el cual contiene las canciones que interpretó en el concurso Latin American Idol. 
El primer sencillo "Soy mi destino" canción que le dio título al álbum, fue compuesto por Jon Secada y grabado en febrero de 2007. Cuenta con un video que se transmitió regularmente por el canal HTV.
El segundo corte promocional del álbum "Corazón espinado" original de Santana junto a Maná destacó por ser -de los tracks del disco- el que mejor mostraba la voz de la artista, quien con su registro silbato le dio a la canción un aire pop muy distinto al que traía originalmente. Se dio a conocer además que de las versiones que la cantante hizo en Latin American Idol esta fue su favorita. Este sencillo no tuvo vídeo.

## Tracks

### CD
1. Soy Mi Destino (Jon Secada) - 3:28
2. Quiero Soñar (Obie Bermúdez, Sebastian Krys) - 3:30
3. La Cima Del Cielo (Ricardo Montaner) - 4:17
4. Te Amo (Franco De Vita) - 3:35
5. ¿Dónde Está La Vida? (Francisco Céspedes) - 3:20
6. Esta Vez (Franco De Vita) - 3:15
7. Corazón Espinado (Fher Olvera) - 3:53
8. Obsesión (Miguel Mateos) - 3:52
9. Experiencia Religiosa (Cheín García Alonso) - 4:41
10. Héroe (Mariah Carey, Walter Afanasieff - Jorge Luis Piloto [español]) - 4:17

### DVD
1. La Cima Del Cielo
2. Te Amo
3. ¿Dónde Está La Vida?
4. Esta Vez
5. Tu
6. Corazón Espinado
7. Mi Bombón
8. Obsesión
9. Rayando El Sol
10. Vuelve
11. Experiencia Religiosa
12. Quiero Soñar
13. Soy Mi Destino

## Fecha de lanzamiento
México
 
21 de mayo de 2007.

Venezuela

21 de agosto de 2007.

## Posiciones
- Venezuela
  - 4 (Top 20 álbumes de Venezuela)
  - 5 (Top 40 álbumes de ventas en Venezuela)

El álbum no ha tomado posición en otras listas de música en el mundo.